# Hautspannungslinien

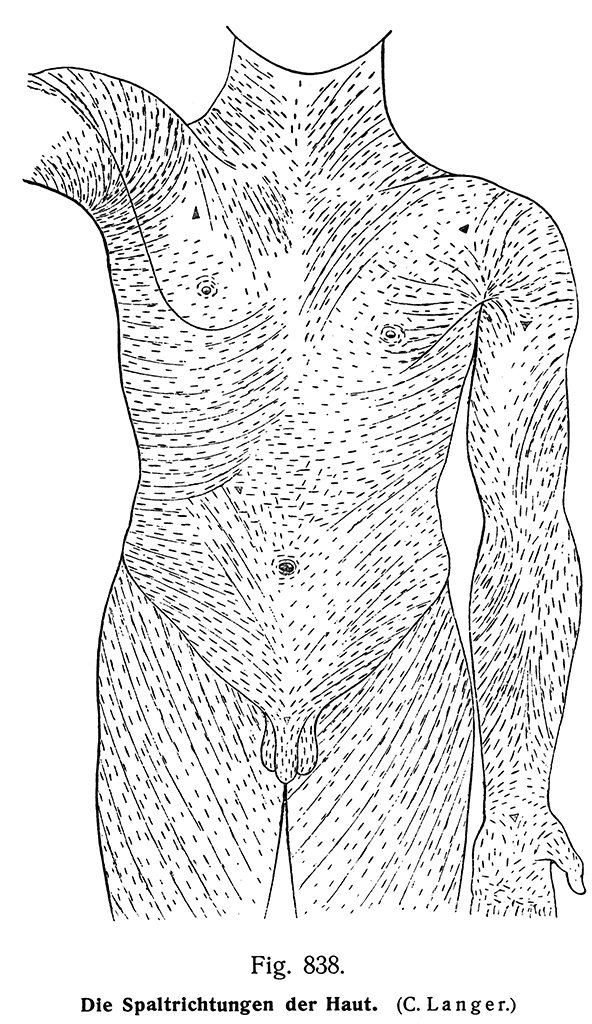
Die Spaltrichtungen der Haut

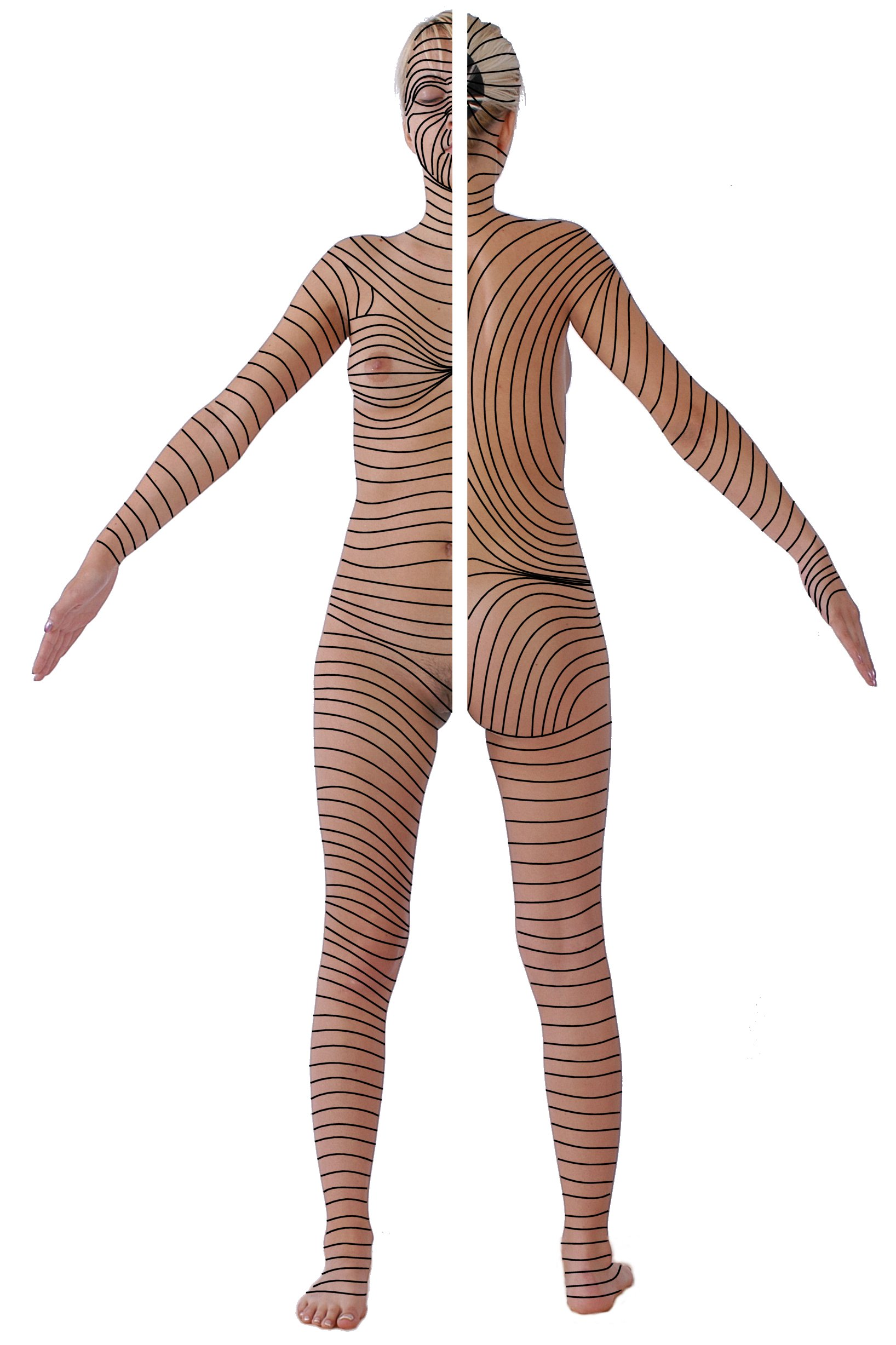
Langer-Linien (vorn und hinten)

Hautspannungslinien oder Langer-Linien (englisch Relaxed skin tension lines, RSTL), chirurgisch auch Spaltlinien genannt, geben die Richtung der geringsten Dehnbarkeit der Haut an. Sie stimmen mit dem Verlauf der Kollagenfasern im Stratum reticulare der Dermis (Lederhaut) überein und liegen im Allgemeinen parallel zur Richtung der Muskelfasern in der darunter liegenden Muskulatur.
Hautschnitte in Richtung der Spaltlinien klaffen weniger auseinander als Schnitte, die quer zur Richtung der Spaltlinien verlaufen. Aus diesem Grund erfolgt bei chirurgischen Eingriffen die Schnittführung vorzugsweise entlang der Spaltlinien.
Die Kenntnis dieser Linien ist vor allem wichtig in der Forensik und in der plastischen Chirurgie.

## Geschichte
Die verschiedenen Spaltrichtungen der Haut wurde 1861 vom österreichischen Anatomen Karl Langer von Edenberg (1819–1887) entdeckt, der sie eingehend erforschte.

## Anwendung
Berücksichtigung finden diese Linien vor allem in der Hautchirurgie. Hautinzisonen sollten parallel zu den Hautspannungslinien erfolgen, um die Wundränder anschließend möglichst spannungsfrei zu verschließen und so eine bestmögliche Heilung zu gewähren. Vor allem in der plastischen und kosmetischen Chirurgie ist das Wissen um die Langer-Linien von großer Bedeutung.